# Beate (Film)
Beate ist ein deutsches Filmdrama aus dem Jahre 1948 von Carl Boese. Die Titelrolle spielt Elena Luber, den Part des Kriegsheimkehrers übernahm Richard Häußler. In Österreich lief der Film unter dem Titel Beates Sprung ins Glück.

## Handlung
Berlin 1947. Felix Wendlandt ist aus dem Zweiten Weltkrieg heimgekehrt. Ihn drängt es zurück zu seiner Gattin, einer Frau, die er während des Krieges nach flüchtiger Bekanntschaft überstürzt geheiratet hatte, ohne sie wirklich gut zu kennen. Bereits fünf Tage nach beider Hochzeit wurde Felix damals eingezogen und musste an die Front. Dies ist nun sechs Jahre her. Er klopft an die Tür der Ersatzwohnung, die Lydia Wendlandt zugeteilt wurde. Es ist wieder einmal Stromsperre, und bei Kerzenschein begrüßt ihn eine Frau, die Lydia sein könnte, so sehr ähnelt sie der frühzeitig verlassenen Gattin. Doch es ist eine andere, und sie heißt Beate. Felix kann unter diesen Umständen den Unterschied nicht erkennen und glaubt daher fest daran, dass seine Ehefrau ihm gegenübersteht und Beate Lydia sein müsse. Beate ist Lydias jüngere Schwester und sieht ihr extrem ähnlich.
Im Laufe des „Wiederannäherns“ mit der mutmaßlichen Lydia beginnt Felix der eine oder andere charakterliche bzw. Wesensunterschied aufzufallen. Wenn er zu einem kurzen Streit mit Beate kommt, meint er in Wahrheit Lydia. Eine Nachbarin beginnt bereits zu tratschen, weiß sie doch, wer wer ist. Erst eine offizielle Stelle – es ist das Amt, das die Wohnungen zuteilt – klärt Felix auf, dass Beate nicht Lydia ist. Doch da hat Felix Wendlandt längst seine Zuneigung zu dieser neuen Frau entdeckt und beschließt schließlich, seine Zukunft mit ihr zu verbringen. Beate ist nicht abgeneigt, doch macht sie ihm angesichts der ungeklärten Situation bezüglich Lydia, die sich in der Zwischenzeit sozial zu verbessern wusste – Lydia ist nach 1945 fremdgegangen und hat sich in eine Beziehung mit einem in einer Villa residierenden, wohlhabenden Schwarzhändler begeben –  keine Versprechungen.

## Produktionsnotizen
Beate entstand, ergänzt mit Außenaufnahmen aus Berlin, im Ondia-Filmstudio von Berlin-Wilmersdorf, passierte im Juli 1948 die alliierte Filmzensur und wurde am 6. August 1948 in Hamburg uraufgeführt. Die Berliner Premiere fand am 29. Oktober 1948 in Berlin (West) statt.
Ernst Liepelt übernahm die Produktionsleitung. Ernst H. Albrecht gestaltete die Filmbauten, Vera Mügge entwarf die Kostüme. Willi Brahmann sorgte für den Ton.

## Kritiken
In Der Spiegel 33/1948 war zu lesen: “Die Reklame nennt den Film eine "reizend geschilderte Ehegeschichte". Carl Boese, bewährter Zuschneider zahlloser Streifen aus der Kiste "Was den kleinen Mann am Feierabend erheitert", hat in "Beate" das Heimkehrer-Problem auf heiter variiert. Nur eine Ruine ist dezent zu sehen. (…) Richard Häußler spielt den Heimkehrer als netten Jungen, der sich über die Heimat mehr wundert als aufregt. Elena Luber ist ein freundliches junges Mädchen. Herz steht ihr in der Doppelrolle besser als Mondänität. Es läuft alles sehr brav und ohne Ueberraschungen ab, nicht ohne Merkmale künstlerischer Unterernährung.”
Die Zeit urteilte: “Das alles ist sehr vordergründig, ganz eindeutig. Nirgends der Versuch, mit künstlerischen Mitteln in die Tiefe zu dringen. Ganz offensichtlich bestand weder vom Drehbuch noch von der Regie noch von der Gesamtausführung her die Absicht, das Niveau. trivialer Unterhaltung Zu überschreiten. Wir vermerken pflichtgemäß diese "Welturaufführung", könnten uns allerdings unser knappes Filmrohmaterial fruchtbarer verwandt denken.”

„Unrealistisch-banales Liebesdrama im Nachkriegsmilieu.“